# Grădinari (Olt)
Grădinari is een Roemeense gemeente in het district Olt.
Grădinari telt 2630 inwoners.